# Петър Кърпаров
Петър Ангелов Кърпаров е български музикант, тромпетист. Смятан е за основател на тромпетната школа в България.
Роден е в панагюрското село Бъта в семейството на селски стопани. През 1948 година се дипломира в Държавната консерватория. Между 1945 и 1956 година е първи тромпетист в оркестъра на Софийската народна опера. Членува в Българския духов квартет към операта. Изнася множество концерти в страната и чужбина.
В периода 1949 – 1950 г. Кърпаров прави специализация в Прага при Ярослав Коларж и след завръщането си в България започва да преподава тромпет в Консерваторията по неговата методика. Пише множество школи и етюди за тромпет. От 1952 до 1954 година е доцент, а от 1954 година – редовен професор. Сред учениците му са тромпетисти като Ангел Македонски, Георги Игнатов, Димитър Ангелов, Васил Костов, Атанас Дюлгеров, Венцислав Благоев и Лилян Стоименов, както и композиторът Тончо Русев.